# Sydney Payne
Sydney Payne (* 16. September 1997 in Victoria, British Columbia) ist eine kanadische Ruderin, die im Achter olympisches Gold und Silber gewann.

## Sportliche Karriere
Sydney Payne belegte bei den Junioren-Weltmeisterschaften 2015 den fünften Platz im Zweier ohne Steuerfrau. Bei den U23-Weltmeisterschaften 2017 und 2018 gewann sie den Titel im Achter. 2018 nahm sie auch an den Weltmeisterschaften in Plowdiw teil und erreichte dort mit dem kanadischen Achter den zweiten Platz hinter dem Boot aus den Vereinigten Staaten. 2019 trat sie bei den Weltmeisterschaften in Linz/Ottensheim im Vierer ohne Steuerfrau an und belegte den achten Platz. Bei den erst im Juli 2021 ausgetragenen Olympischen Spielen in Tokio ruderte Sydney Payne wieder im kanadischen Achter und gewann die Goldmedaille vor den Neuseeländerinnen.  Im Jahr darauf gewann sie mit dem kanadischen Achter bei den Weltmeisterschaften 2022 in Račice u Štětí die Bronzemedaille hinter den Rumäninnen und den Niederländerinnen. Nach dem fünften Platz bei den Weltmeisterschaften 2023 in Belgrad gewann der kanadische Achter bei den Olympischen Spielen 2024 in Paris die Silbermedaille mit viereinhalb Sekunden Rückstand auf die Rumäninnen und 0,67 Sekunden Vorsprung vor dem britischen Achter.